# Pietro Scalia
Pietro Scalia (ur. 17 marca 1960 w Katanii) – włoski montażysta filmowy, pracujący i mieszkający od lat w USA.

## Kariera
Dwukrotny laureat Oscara za najlepszy montaż do filmów: JFK (1991) Olivera Stone'a i Helikopter w ogniu (2001) Ridleya Scotta. Był także nominowany do tej nagrody za montaż do filmów Buntownik z wyboru (1997) Gusa Van Santa i Gladiator (2000) Ridleya Scotta, którego jest stałym współpracownikiem.
Zasiadał w jury konkursu głównego na 61. MFF w Wenecji (2004).